# Sikory
Sikory [pronunciación en polaco: /ɕiˈkɔrɨ/] es un asentamiento ubicado en el distrito administrativo de Gmina Zadzim, dentro del condado de Poddębice, Voivodato de Łódź, en el centro de Polonia. Se encuentra a unos 9 kilómetros al este de Zadzim, a 13 kilómetros al sur de Poddębice, y a 34 kilómetros al oeste de la capital regional Łódź .